# هنري إينغيرسول بوديتش
هنري إينغيرسول بوديتش (بالإنجليزية: Henry Ingersoll Bowditch)‏ هو طبيب أمريكي، ولد في 9 أغسطس 1808 في سالم في الولايات المتحدة، وتوفي في 14 يناير 1892 في بوسطن في الولايات المتحدة.